# Siebenbürgen
Siebenbürgen est un groupe suédois de heavy metal, originaire de Stockholm, actif entre 1994 et 2009. Dans l'ensemble, le groupe peut être classé dans le dark metal ; il qualifie lui-même son style de « vampyric metal » (comme Cradle of Filth), car ses textes sont souvent tirés d'anciennes histoires de vampires et d'horreur. Le nom du groupe fait référence à la région de Transylvanie, dans l'actuelle Roumanie, connue entre autres sous le nom de Transylvanie dans les histoires de vampires comme Dracula.

## Histoire
Siebenbürgen est formé en 1994 par Marcus Ehlin (guitare, chant) et Anders Rosdahl (batterie). La même année, le bassiste Fredrick Brockert les rejoint. C'est dans cette formation et avec le soutien de la violoniste et chanteuse Lovisa Hallstedt que le groupe sort son premier album démo, Siebenbürgen (1996). Peu après, ils sont renforcés par le guitariste Linus Ekström. La même année, le groupe enregistre sa deuxième démo, Ungentum Pharelis, qui leur permet de signer un contrat avec le label Napalm Records.
En avril 1997, leur premier album Loreia sort sur le marché, et se fait remarquer par son style caractéristique. Dès janvier 1998, Siebenbürgen sort son deuxième album Grimjaur - comme toutes les sorties précédentes, à nouveau avec Lovisa Hallstedt. Celle-ci quitte le groupe en 1999 et est remplacée par la chanteuse Kicki Hoijertz, avec laquelle le groupe enregistre l'album Delictum en février 2000. Contrairement aux albums précédents (dont les textes — outre l'anglais et l'allemand — étaient principalement en suédois), le groupe écrit pour cet album ses morceaux principalement en anglais.
En 2000, Richard Bryngelsson rejoint le groupe et prend en charge la guitare, Marcus Ehlin se concentre exclusivement sur le chant. En 2001, le quatrième album Plagued Be thy Angel sort. Par la suite, Linus Ekström et Kicki Hoijertz sont remplacés par Fredrik Folkare et Turid Walderhaug, cette dernière par Erika Roos peu après.
Après l'enregistrement de Darker Designs and Images en 2005, le groupe annonce sa séparation le 2 février 2006. Dans une déclaration commune, les membres du groupe expliquent leur décision par un manque d'énergie et d'inspiration pour continuer le groupe. Presque deux ans plus tard, en novembre 2007, Marcus Ehlin réanime le groupe. Outre le guitariste Richard Bryngelsson et Ehlin lui-même en tant que chanteur et bassiste, les nouveaux membres Dennis Ekdahl en tant que batteur et le claviériste Johnnie Gunther reforment le groupe. Le 13 juin 2008, le dernier album en date, Revelation VI, sort chez Massacre Records, puis le groupe est confirmé en 2009 pour jouer au festival Chas Metal Attack à Mexico, au Mexique, aux côtés notamment de Gorefest.

## Discographie

### Albums studio
- 1997 : Loreia
- 1998 : Grimjaur
- 2000 : Delictum
- 2001 : Plagued Be thy Angel
- 2005 : Darker Designs and Images
- 2008 : Revelation VI

### Démos
- 1996 : Siebenbürgen
- 1996 : Ungentum Pharelis